# Apocheiridium lienhardi
Espèce
Apocheiridium lienhardi est une espèce de pseudoscorpions de la famille des Cheiridiidae.

## Distribution
Cette espèce est endémique d'El Hierro aux îles Canaries en Espagne,.

## Description
Apocheiridium lienhardi mesure de 1,1 à 1,2 mm.

## Étymologie
Cette espèce est nommée en l'honneur de Charles Lienhard.

## Publication originale
- Mahnert, 2011 : A nature's treasury: pseudoscorpion diversity of the Canary Islands, with the description of nine new species (Pseudoscorpiones, Chthoniidae, Cheiridiidae) and new records. Revista Iberica de Aracnologia, vol. 19, no 1, p. 27-45 (texte intégral).